# Luna DuBois
Luna DuBois, nombre artístico de Tom VanDyne, es una artista drag y maquilladora nigeriana-canadiense que compitió en la cuarta temporada de Canada's Drag Race.

## Primeros años
Tom VanDyne nació en Lagos, Nigeria, y se mudó a Canadá.

## Carrera
VanDyne es un artista drag y maquillador con experiencia en diseño de moda. Luna DuBois es su personaje drag. Ella "trabaja con artistas BIPOC y se asegura de que reciban un trato justo".
En 2020, durante la pandemia de COVID-19, Luna DuBois estuvo entre los artistas queer en Queer Pride Inside, un evento en línea organizado por Elvira Kurt en colaboración con CBC Gem y Buddies in Bad Times.
Luna DuBois compitió en la cuarta temporada de Canada's Drag Race. Ella fue la primera concursante nigeriana en el programa. En el segundo episodio, Luna DuBois se ubicó entre las dos últimas y derrotó a Sisi Superstar en una batalla de lip sync  con "I'm with You" de Avril Lavigne. En el quinto episodio, Luna DuBois impersonó a Mary Cosby de The Real Housewives of Salt Lake City para el desafío del Snatch Game. Volvió a ubicarse entre las dos últimas y perdió una batalla de lip sync contra Aurora Matrix con "She's All I Wanna Be" de Tate McRae.

## Vida personal
VanDyne reside en Toronto, y usa el pronombre «ella» en drag y el pronombre «él» fuera de drag.

## Filmografía
- Canada's Drag Race (2023)